# Associazione Sportiva Bari 2005-2006
Questa pagina raccoglie le informazioni riguardanti l'Associazione Sportiva Bari nelle competizioni ufficiali della stagione 2005-2006.

## Stagione
Nella stagione 2005-2006 il Bari disputa il campionato di Serie B, raccoglie 51 punti con il tredicesimo posto. Allenato da Guido Carboni, nel girone di andata resta stabilmente nelle zone basse della classifica, lo chiude con 24 punti. Nel girone di ritorno va meglio, restando sempre lontano dalle zone pericolose della classifica. Si è distinto realizzando 11 reti in campionato ed 1 in Coppa Italia il barese Vincenzo Santoruvo. Nella Coppa Italia che torna ad eliminazione diretta, nel primo turno il Bari supera il Martina, nel secondo turno elimina l'Ascoli, nel terzo turno ha la meglio sul Pavia ai calci di rigore. Poi negli ottavi di finale cede al Palermo nel doppio confronto.

## Divise e sponsor
| Prima divisa | Seconda Divisa |

## Organigramma societario
Area direttiva
- Presidente: Vincenzo Matarrese
- Amministratore delegato: Salvatore Matarrese
- Consigliere: Salvatore Matarrese
- Segretario generale: Pietro Doronzo
- Team manager: Francesco Palmieri
- Responsabile area marketing: Palmalisa Matarrese
- Capo ufficio stampa: Saverio De Bellis
- Ufficio stampa : Fabio Foglianese

Area tecnica
- Direttore sportivo: Fausto Pari
- Allenatore: Guido Carboni
- Vice-Allenatore: Stefano Mobili
- Preparatori atletici: Marco Falasca, Leopoldo Mastropietro
- Preparatore dei portieri: Giuseppe Alberga

Area sanitaria
- Responsabile: Michele Pizzolorusso
- Fisioterapista: Gianluca Gresi
- Massaggiatori: Mariano Ottaviano
- Massofisioterapista: Lorenzo Ferrara

## Rosa
| N. |                    | Ruolo | Calciatore                    |
| -- | ------------------ | ----- | ----------------------------- |
| 1  | Belgio (bandiera)  | P     | Jean François Gillet          |
| 2  | Italia (bandiera)  | D     | Nicola Belmonte               |
| 3  | Italia (bandiera)  | D     | Marco Esposito                |
| 4  | Italia (bandiera)  | C     | Roberto Goretti               |
| 5  | Italia (bandiera)  | D     | Emanuele Brioschi             |
| 6  | Italia (bandiera)  | D     | Lorenzo Sibilano              |
| 7  | Italia (bandiera)  | C     | Antonio Bellavista (capitano) |
| 8  | Croazia (bandiera) | C     | Ivan Rajčić                   |
| 9  | Italia (bandiera)  | A     | Vincenzo Santoruvo            |
| 10 | Italia (bandiera)  | C     | Giorgio La Vista              |
| 12 | Italia (bandiera)  | P     | Antonio Afeltra               |
| 11 | Italia (bandiera)  | A     | Luigi Anaclerio               |
| 13 | Italia (bandiera)  | D     | Antonio Balzano               |
| 14 | Italia (bandiera)  | C     | Alessandro Carlo Gazzi        |
| 15 | Italia (bandiera)  | D     | Christian Conti               |
| 16 | Italia (bandiera)  | C     | Davide Carrus                 |
| 17 | Italia (bandiera)  | C     | Biagio Pagano                 |
| 18 | Italia (bandiera)  | C     | Massimiliano Scaglia          |

| N. |                    | Ruolo | Calciatore             |
| -- | ------------------ | ----- | ---------------------- |
| 19 | Italia (bandiera)  | A     | Daniele Vantaggiato    |
| 20 | Italia (bandiera)  | A     | Christian Romanelli    |
| 21 | Italia (bandiera)  | A     | Giuseppe Pagana        |
| 21 | Italia (bandiera)  | D     | William Pianu          |
| 22 | Italia (bandiera)  | P     | Vitangelo Spadavecchia |
| 23 | Italia (bandiera)  | D     | Michele Anaclerio      |
| 24 | Italia (bandiera)  | D     | Vittorio Micolucci     |
| 25 | Italia (bandiera)  | D     | Giuseppe Ingrosso      |
| 25 | Italia (bandiera)  | C     | Massimiliano Fusani    |
| 26 | Italia (bandiera)  | C     | Pasquale Berardi       |
| 27 | Francia (bandiera) | A     | Robert Maah            |
| 28 | Italia (bandiera)  | D     | Marco Candrina         |
| 29 | Italia (bandiera)  | C     | Domenico Creanza       |
| 30 | Italia (bandiera)  | C     | Michele Lanzillotta    |
| 31 | Italia (bandiera)  | C     | Nicola Mora            |
| 32 | Italia (bandiera)  | C     | Marco Piccinni         |
| 90 | Italia (bandiera)  | A     | Massimo Ganci          |

## Risultati

### Serie B

#### Girone di andata
| Arbitro: | Rizzoli (Bologna) |

|                          |           |  |
| Pagano 20’ Santoruvo 90’ | Marcatori |  |

| Torino 4 settembre 2005, ore 18:30 2ª giornata | Torino            | 0 – 0 | Bari | Stadio delle Alpi\| Arbitro: \| Stefanini (Prato) \| |
| Arbitro:                                       | Stefanini (Prato) |       |      |                                                      |

| Arbitro: | Trefoloni (Siena) |

|               |           |             |
| Santoruvo 49’ | Marcatori | 10’ Noselli |

| Arbitro: | De Marco (Chiavari) |

|                       |           |                 |
| Guzman 8’ (rig.), 42’ | Marcatori | 69’ Vantaggiato |

| Arbitro: | Saccani (Mantova) |

|  |           |                       |
|  | Marcatori | 60’ César 71’ Mascara |

| Arbitro: | Herberg (Messina) |

|                    |           |                |
| Danilevicius 90+5’ | Marcatori | 84’ Bellavista |

| Arbitro: | Bertini (Arezzo) |

|  |           |              |
|  | Marcatori | 12’ Bellucci |

| Arbitro: | Gava (Conegliano) |

|               |           |              |
| Santoruvo 27’ | Marcatori | 45+2’ Degano |

| Arbitro: | Squillace (Catanzaro) |

|                              |           |               |
| Ciaramitaro 18’ Bernacci 70’ | Marcatori | 80’ Santoruvo |

| Arbitro: | Pantana (Macerata) |

|                          |           |            |
| Sibilano 27’ Gazzi 90+3’ | Marcatori | 17’ Soncin |

| Arbitro: | Ciampi (Roma) |

|                         |           |                      |
| Bruno 64’ Milanetto 89’ | Marcatori | 41’, 49’ Vantaggiato |

| Arbitro: | Rocchi (Firenze) |

|                                   |           |                |
| Vantaggiato 14’ Carrus 58’ (rig.) | Marcatori | 70’ B. Carbone |

| Arbitro: | Cassarà (Palermo) |

|                                |           |                   |
| Ricchiuti 29’ Motta 48’ (rig.) | Marcatori | 19’ (rig.) Carrus |

| Arbitro: | Bergonzi (Genova) |

|               |           |  |
| Santoruvo 16’ | Marcatori |  |

| Catanzaro 13 novembre 2005, ore 15:00 15ª giornata | Catanzaro                   | 0 – 0 | Bari | Stadio Nicola Ceravolo\| Arbitro: \| Girardi (San Donà di Piave) \| |
| Arbitro:                                           | Girardi (San Donà di Piave) |       |      |                                                                     |

| Arbitro: | Squillace (Catanzaro) |

|                                                     |           |             |
| M. Anaclerio 45+1’ Santoruvo 53’ L. Anaclerio 90+1’ | Marcatori | 45’ Minelli |

| Arbitro: | M. Mazzoleni (Bergamo) |

|              |           |  |
| Matteini 78’ | Marcatori |  |

| Arbitro: | Rosetti (Torino) |

|           |           |                       |
| Pagano 5’ | Marcatori | 12’ (rig.) Abbruscato |

| Arbitro: | P.S. Mazzoleni (Bergamo) |

|                                                 |           |               |
| Tisci 7’ Bucchi 38’, 90+1’ (rig.) Graffiedi 88’ | Marcatori | 55’ Santoruvo |

| Arbitro: | Morganti (Ascoli Piceno) |

|          |           |              |
| Maah 84’ | Marcatori | 16’ Sforzini |

| Trieste 20 dicembre 2005, ore 20:30 21ª giornata | Triestina     | 0 – 0 | Bari | Stadio Nereo Rocco\| Arbitro: \| Ciampi (Roma) \| |
| Arbitro:                                         | Ciampi (Roma) |       |      |                                                   |

#### Girone di ritorno
| Arbitro: | Pieri (Lucca) |

|           |           |               |
| Frick 23’ | Marcatori | 15’ Santoruvo |

| Arbitro: | Rocchi (Firenze) |

|                   |           |                        |
| Pagano 86’, 90+1’ | Marcatori | 25’ Fantini 78’ Rosina |

| Arbitro: | Stefanini (Prato) |

|              |           |  |
| Graziani 59’ | Marcatori |  |

| Arbitro: | Racalbuto (Gallarate) |

|            |           |                           |
| Pagano 20’ | Marcatori | 24’, 59’ Sedivec 27’ Jeda |

| Arbitro: | Dattilo (Locri) |

|  |           |                  |
|  | Marcatori | 47’ L. Anaclerio |

| Arbitro: | Marelli (Como) |

|                          |           |  |
| Santoruvo 64’ Pagano 90’ | Marcatori |  |

| Arbitro: | Tagliavento (Terni) |

|                   |           |  |
| Della Rocca 90+2’ | Marcatori |  |

| Arbitro: | Lops (Torino) |

|          |           |            |
| Cacia 5’ | Marcatori | 45’ Pagano |

| Arbitro: | Tombolini (Ancona) |

|                      |           |                                       |
| Ganci 26’ Pagano 33’ | Marcatori | 7’ Morabito 48’ Salvetti 50’ Bernacci |

| Arbitro: | Palanca (Roma) |

|                    |           |  |
| Ventola 36’ (rig.) | Marcatori |  |

| Arbitro: | Brighi (Cesena) |

|           |           |  |
| Ganci 80’ | Marcatori |  |

| Arbitro: | Ciampi (Roma) |

|  |           |               |
|  | Marcatori | 55’ Santoruvo |

| Arbitro: | Lops (Torino) |

|           |           |  |
| Pianu 60’ | Marcatori |  |

| Arbitro: | Banti (Livorno) |

|                |           |           |
| Carparelli 63’ | Marcatori | 43’ Ganci |

| Arbitro: | Gabriele (Frosinone) |

|                       |           |  |
| De Angelis 61’ (aut.) | Marcatori |  |

| Arbitro: | Marelli (Como) |

|                           |           |  |
| Minelli 13’ Testini 45+3’ | Marcatori |  |

| Arbitro: | Girardi (San Donà di Piave) |

|                        |           |                          |
| Carrus 61’, 88’ (rig.) | Marcatori | 26’ Vigna 90+1’ Zoppetti |

| Arezzo 6 maggio 2006, ore 16:00 39ª giornata | Arezzo        | 0 – 0 | Bari | Stadio Città di Arezzo\| Arbitro: \| Lops (Torino) \| |
| Arbitro:                                     | Lops (Torino) |       |      |                                                       |

| Arbitro: | Farina (Novi Ligure) |

|                        |           |                         |
| Carrus 32’ Goretti 48’ | Marcatori | 34’ Bucchi 37’ Colacone |

| Arbitro: | Giannoccaro (Lecce) |

|                                 |           |                              |
| Italiano 5’ Adailton 56’ (rig.) | Marcatori | 8’ Santoruvo 54’ Vantaggiato |

| Arbitro: | Ciampi (Roma) |

|                   |           |                |
| Carrus 69’ (rig.) | Marcatori | 78’ Borgobello |

### Coppa Italia

#### Turni preliminari
| Arbitro: | Giannoccaro (Lecce) |

|               |           |                       |
| Minorelli 65’ | Marcatori | 3’, 90+4’ Vantaggiato |

| Arbitro: | Dattilo (Locri) |

|                                  |           |             |
| Mora 80’ L. Anaclerio 86’ (rig.) | Marcatori | 49’ Ferraro |

| Arbitro: | Collina (Viareggio) |

|                                                                                       |                      |                                                                    |
| M. Tarantino Gorini Lunardini Bandirali Sciaccaluga Meggiorini Preite Fasano P. Rossi | Tiri di rigore 5 – 6 | Micolucci M. Anaclerio Goretti Sibilano Mora Maah Bellavista Gazzi |

#### Ottavi di finale
| Bari 7 dicembre 2005, ore 18:00 Andata | Bari            | 0 – 0 | Palermo | Stadio San Nicola\| Arbitro: \| Brighi (Cesena) \| |
| Arbitro:                               | Brighi (Cesena) |       |         |                                                    |

| Arbitro: | Gabriele (Frosinone) |

|                                                              |           |                                                                  |
| Gonzalez 7’, 66’ Corini 45+1’ (rig.) Codrea 60’ Terlizzi 62’ | Marcatori | 19’ (rig.) Vantaggiato 56’ Pagano 68’ Santoruvo 78’ L. Anaclerio |